# Ayoung Kim
Ayoung Kim (koreanisch 김아영; geb. 1979) ist eine südkoreanische Künstlerin, die international durch ihre innovativen digitalen Kunstwerke bekannt geworden ist. Ihre Arbeiten verbinden generative KI, Videospieltechnologie, virtuelle Realitäten und Realfilm zu komplexen narrativen Installationen, welche gesellschaftliche, politische und technologische Themen kritisch beleuchten.

## Leben
Ayoung Kim studierte Kommunikationsgestaltung und arbeitete zunächst als Graphic Motion Designerin, bevor sie sich der künstlerischen Arbeit zuwandte. Sie lebt und arbeitet in Seoul. Kim erhielt zahlreiche bedeutende Auszeichnungen, darunter den LG Guggenheim Award (2025), den ACC Future Prize (2024), den Golden Nica Award beim Prix Ars Electronica (2023) sowie den Terayama Shuji Prize des 37. Image Forum Festivals in Japan (2023).
Ihre Werke wurden international in renommierten Institutionen gezeigt, darunter dem Museum of Modern Art (New York, 2024), Mori Art Museum (Tokio, 2025), Hamburger Bahnhof (Berlin, 2025), Palais de Tokyo (Paris, 2016), sowie auf der 56. Biennale von Venedig (2015).
Ihre Kunst ist Bestandteil bedeutender Sammlungen, darunter Tate (Vereinigtes Königreich), MMCA (Südkorea), Sharjah Art Foundation (Sharjah) und Leeum Museum of Art (Seoul).

## Wirken
Kim verwendet zur Kreierung narrativer und spekulativer Welten modernste Technologien wie generative künstliche Intelligenz, Computeranimation, Videospiel-Engines und Realfilm, wodurch die Grenzen zwischen Realität und virtueller Fiktion verschwimmen.
Ihre bekannte Werkreihe Delivery Dancer (2022–2024) thematisiert das Leben zweier fiktiver Lieferfahrerinnen, Ernst Mo und En Storm. Ihre Namen bilden ein Anagramm des Wortes „Monster“. Die Protagonistinnen navigieren in hyperrealistischen Stadtszenarien, geleitet durch eine von Algorithmen gesteuerte App namens „Dance Master“, die sie zur Selbstoptimierung zwingt.(Quelle C)
Die Werke Delivery Dancer’s Sphere (2022) und Delivery Dancer’s Arc: Inverse (2024) verbinden dabei zum Entwurf dystopischer Zukünfte Live-Action-Aufnahmen realer Schauplätze mit CGI und generativer KI, was auf eine kritische Reflexion des neoliberalen Plattform-Kapitalismus abzielt.(Quelle C) Kim nutzt diese futuristischen Schauplätze, um auf die prekäre Realität der Gig Economy sowie die zunehmende Überwachung und algorithmische Kontrolle aufmerksam zu machen.(Quelle C)
Ihre Ausstellungen beinhalten oftmals immersive Installationen, in denen physische und virtuelle Räume verschmelzen, und stellen so die Wahrnehmung und Orientierung der Betrachter infrage.
Kim betont, dass Technologie für sie ein künstlerisches Werkzeug darstellt, dessen kritische und kreative Potenziale zur Entgegenwirkung gängiger Vorurteile und technikorientalistischen Denkens von menschlicher Hand gelenkt werden müssen.
Im Jahr 2025 präsentierte Kim unter dem Titel Many Worlds Over eine umfassende Einzelausstellung im Hamburger Bahnhof in Berlin, welche ihre kritische Auseinandersetzung mit Technologie, Identität und Ökonomie veranschaulicht.